# Paolo Bonfichi
Paolo Bonfichi   (Livraga, 17 de desembre de 1769 - Lodi, 29 de desembre de 1840) fou un compositor i religiós italià de l'Orde dels Menors Conventuals. Va ser mestre de capella a Roma, i a més d'algunes obres simfòniques i música de cambra, compongué els oratoris: Il figlio prodigo, Il Paradiso perduto, La morte d'Adamo, Il Passaggio del Mar Rosso, i les cantates L'Invenzione e la Reposizione del corpo di Santa Cecilia, Il tratteniment di Filippo Neri, i La notte di Natale.